# دايكي نيوا
دايكي نيوا (باليابانية: 丹羽 大輝) (مواليد 16 يناير 1986) هو لاعب كرة قدم ياباني يلعب حاليا لصالح نادي غامبا أوساكا في الدوري الياباني الممتاز. يلعب مع منتخب اليابان لكرة القدم منذ عام 2015.

## وصلات خارجية
- دايكي نيوا على موقع الاتحاد الدولي (مؤرشف)  (الإنجليزية)
- دايكي نيوا على موقع رابطة كرة القدم اليابانية للمحترفين (اليابانية)
- دايكي نيوا على موقع قاعدة بيانات كرة القدم.إي يو (الإنجليزية)
- دايكي نيوا على موقع ناشيونال فوتبول تيمز (الإنجليزية)
- دايكي نيوا على موقع Soccerway.com (الإنجليزية)
- دايكي نيوا على موقع عالم كرة القدم.نت (الإنجليزية)
- National Football Teams